# Ariel Winter
Ariel Winter Workman (født 28. januar 1998) er en amerikansk skuespiller. Hun er kendt for at spille Alex Dunphy i ABC's komedieserie Modern Family. Winter og hendes kolleger vandt fire Screen Actors Guild Awards i kategorien Outstanding Performance by an Ensemble in a Comedy Series. Hun lagde også stemme til den engelske udgave af figuren Sofia the First i Disney Junior-serien samt til Penny Peterson i animationsfilmen Mr. Peabody & Sherman fra 2014.

## Opvækst
Winter blev født i Fairfax, Virginia,[kilde mangler] den 28. januar 1998, som datter af Chrisoula (fødenavn Batistas) og Glenn Workman. Gennem hendes mor er hun af græsk afstamning og gennem hendes far tysk afstamning. Hun er den yngste i søskendeflokken, efter skuespillerne Shanelle Workman og Jimmy Workman.

## Karriere
Winter havde sit første job i underholdningsbranchen ved at være med i en Cool Whip-reklame i 2002, da hun var fire år. Hendes første tv-rolle var i et afsnit af Listen Up!, og fulgte her efter med optrædner i forskellige serier, Freddie, Monk, Bones, og ER.
Winter gik på Campbell Hall School i Los Angeles, hvorfra hun dimitterede i juni 2016. I april 2016 blev hun optaget på University of California, Los Angeles (UCLA) og var planlagt til at begynde på undervisning i efteråret 2016. Planerne blev dog ændret, da Winter d. 12. september 2016 bekendtgjorde, at hun først ville begynde på UCLA i efteråret 2017. Om hendes valg om at ville på college, forklarede hun: "Du skal have noget andet du kan. Jeg har altid været interesseret i jura, så det tror jeg bestemt vil være noget jeg vil holde af at læse og gå i skole for." I 2018 tog Winter en ubestemt pause fra UCLA for at fokusere på hendes skuespilsarbejde. I april 2019 deltog hun i We Day-eventet i Tacoma, Washington.

Fra 2007 lagde Winter i den engelske udgave af animerede børneserie Phineas og Ferb stemme til Gretchen, og dette frem til 2009, hvor hun fik rollen som Alex Dunphy i komedieserien Modern Family, som havde premiere i 2009 og kørte frem til 2020. Hun er sideløbende fortsat sit arbejde indenfor tegnefilm på tv, hvor hun har lagt stemme til Marina the Mermaid i Disney Juniors Jake and the Never Land Pirates. I 2012 blev Winter castet som Sofia, hovedrollen i den, dengang nytilkomne, Disney franchise Sofia the First. Showet havde premiere i januar 2013 på Disney Junior. 
I 2014 lagde hun stemme til Penny Peterson, Shermans først fjende og til slut ven, i DreamWorks Animations Mr. Peabody & Sherman. Hun medvirkede også med sin stemme i tegnefilm, bl.a. Disneys Bambi II og Blue Skys Ice Age: The Meltdown.
Winter har medvirket i flere spillefilm, her fremhæves især Kiss Kiss Bang Bang, Speed Racer, Duress og Opposite Day. Hun spillede også med i halloween-tv-filmen Fred 2: Night of the Living Fred. For hendes hovedrolle i filmen The Chaperone, blev hun i 2012 nomineret til en Young Artist Awards i kategorien "Best Actress in a Motion Picture".

## Privatliv
I oktober 2012 blev Winters søster Shanelle Workman udpeget som den da 14-årige Winters værge, på baggrund af anklager om at deres mor havde mishandlet dem psykisk og følelsesmæssigt. Den. 5. maj 2014 gjorde retten Workman til permanent værge og fjernede hermed Winter fra hendes mors værgemål. Deres mor udtalte senere, at "familien er kommet videre fra konflikten". Den 15. maj 2015 offentliggjorde Winter på Twitter, at hun var officielt myndiggjort til trods for sine kun 17 år.
I juni 2015 fik Winter en brystformindskelse på grund af flere år med gener fra en stor barm siden en tidlig alder. Winter er medlem af den græsk-ortodokse kirke.
Undervejs i indspilningen af Modern Family, florerede der rygter om Winter havde et forhold til seriekollegaen, Nolan Gould. Dette især efter Gould i 2016 lagde et feriebillede op på Instagram med Winter på. Begge har dog afkræftet rygterne og Winter har efterfølgende sagt, at Gould og hun er meget meget tætte, men ser hinanden som søskende og bedstevenner. Winter har siden 2020 været kæreste med skuespilleren Luke Benward. De havde været venner længe inden og Winter har udtalt, at overgangen fra venner til kærester var særlig, men nu ser hun deres fortid som venner, som en stor velsignelse. 

## Filmografi

### Film
| År        | Titel                                                | Rolle                                              | Noter                                       |
| --------- | ---------------------------------------------------- | -------------------------------------------------- | ------------------------------------------- |
| 2005      | Kiss Kiss Bang Bang                                  | Ung Harmony Faith Lane                             |                                             |
| 2006      | Curious George                                       | Barn (stemme)                                      |                                             |
| 2006      | Bambi II                                             | Stampes søster (stemme)                            |                                             |
| 2006      | Ice Age: The Meltdown                                | Forskellige roller (stemme)                        |                                             |
| 2008      | One Missed Call                                      | Ellie Layton                                       |                                             |
| 2008      | Speed Racer                                          | Ung Trixie                                         |                                             |
| 2008      | Horton Hears a Who!                                  | Forskellige roller (stemmer)                       |                                             |
| 2009      | Tales from the Catholic Church of Elvis!             | Lille pige                                         |                                             |
| 2009      | Final Fantasy VII: Advent Children Complete          | Marlene Wallace (stemme)                           |                                             |
| 2009      | Life Is Hot in Cracktown                             | Suzie                                              |                                             |
| 2009      | Duress                                               | Sarah Barnett                                      |                                             |
| 2009      | Opposite Day                                         | Carla Benson                                       |                                             |
| 2009      | Cloudy with a Chance of Meatballs                    | Forskellige roller (stemmer)                       |                                             |
| 2009      | Afro Samurai: Resurrection                           | Ung Sio (stemme)                                   | Engelsk dub                                 |
| 2010      | Killers                                              | Sadie                                              |                                             |
| 2010      | Nic & Tristan Go Mega Dega                           | Lisa                                               |                                             |
| 2010      | DC Showcase: Green Arrow                             | Princess Perdita (stemme)                          |                                             |
| 2011      | The Chaperone                                        | Sally                                              |                                             |
| 2011      | Phineas and Ferb the Movie: Across the 2nd Dimension | 2. dimension Gretchen/Forskellige roller (stemmer) |                                             |
| 2011      | Fred 2: Night of the Living Fred                     | Talia                                              |                                             |
| 2012      | Excision                                             | Grace                                              |                                             |
| 2012      | Tad, The Lost Explorer                               | Sarah Lavrof (stemme)                              | Amerikansk dub                              |
| 2012      | ParaNorman                                           | Blithe Hollow barn (stemme)                        |                                             |
| 2012      | Sofia the First: Once Upon a Princess                | Sofia (stemme)                                     |                                             |
| 2012–2013 | Batman: The Dark Knight Returns – Parts 1 & 2        | Carrie Kelley / Robin (stemme)                     | Direct-to-video; oprindelig udgivet seperat |
| 2013      | Dora the Explorer and the Destiny Medallion          | Dora                                               | YouTube short film series by CollegeHumor   |
| 2013      | Scooby-Doo! Stage Fright                             | Chrissy Damon (stemme)                             |                                             |
| 2013      | Sofia the First: The Floating Palace                 | Sofia (stemme)                                     |                                             |
| 2013      | Tad, The Lost Explorer                               | Sara Lavrof (stemme)                               |                                             |
| 2014      | Mr. Peabody & Sherman                                | Penny Peterson (stemme)                            |                                             |
| 2015      | Safelight                                            | Kate                                               |                                             |
| 2016      | Elena and the Secret of Avalor                       | Sofia (stemme)                                     |                                             |
| 2017      | Smurfs: The Lost Village                             | Smølfe Lily (stemme)                               |                                             |
| 2017      | The Last Movie Star                                  | Lil                                                |                                             |

### Tv
| År        | Titel                             | Rolle                                  | Noter                                            |
| --------- | --------------------------------- | -------------------------------------- | ------------------------------------------------ |
| 2005      | Listen Up!                        | Little Girl                            | Afsnit: "Last Vegas"                             |
| 2005      | Tickle-U                          | Pipoca (stemme)                        | Host of Cartoon Network's preschool block        |
| 2005      | Freddie                           | Hobo                                   | Afsnit: "Halloween"                              |
| 2006      | Monk                              | Donna Cain                             | Afsnit: "Mr. Monk and the Astronaut"             |
| 2006      | So NoTORIous                      | Litlle Tori                            | 5 afsnit                                         |
| 2006      | Jericho                           | Julie                                  | Afsnit: "Pilot"                                  |
| 2006      | Bones                             | Liza                                   | Afsnit: "The Girl with the Curl"                 |
| 2006      | Nip/Tuck                          | Barn                                   | Afsnit: "Reefer"                                 |
| 2007      | Crossing Jordan                   | Gwen                                   | Afsnit: "Faith"                                  |
| 2007      | Shorty McShorts' Shorts           | Taffy (stemme)                         | Afsnit: "Flip-Flopped"                           |
| 2007      | Criminal Minds                    | Katie Jacobs                           | Afsnit: "Seven Seconds"                          |
| 2007–2015 | Phineas & Ferb                    | Gretchen / Forskellige roller (stemme) |                                                  |
| 2008      | Ghost Whisperer                   | Natalie                                | Afsnit: "Imaginary Friends and Enemies"          |
| 2009      | ER                                | Lucy Moore                             | 5 afsnit                                         |
| 2009      | Pingvinerne fra Madagascar        | Lille pige (stemme)                    | Afsnit: "What Goes Around / Mask of the Raccoon" |
| 2009–2020 | Modern Family                     | Alex Dunphy                            | Fast rolle                                       |
| 2011      | Jake and the Never Land Pirates   | Marina the Mermaid (stemme)            | 15 afsnit                                        |
| 2011      | Minnie's Bow-Toons                | Roxie Squirrel                         | Afsnit: "Pom Pom Problem; Pet Adoption"          |
| 2011      | WWE Raw                           | Sig selv                               | Gæsteoptræden (sendt: 14. februar)               |
| 2011      | The Haunting Hour: The Series     | Jenny                                  | Afsnit: "Fear Never Knocks"                      |
| 2012      | The Haunting Hour: The Series     | Gracie                                 | Afsnit: "Headshot"                               |
| 2012–2018 | Sofia the First                   | Sofia (stemme)                         | 109 afsnit                                       |
| 2016      | Milo Murphy's Law                 | Jackie (stemme)                        | Afsnit: "The Wilder West"                        |
| 2019      | Law & Order: Special Victims Unit | Raegan James                           | Afsnit: “The Darkest Journey Home”               |
| 2019      | Robot Chicken                     | Forskellige roller (stemmer)           | Afsnit: "Ginger Hill in: Bursting Pipes"         |
| 2020      | Elena of Avalor                   | Sofia (stemme)                         | Afsnit: "Coronation Day"                         |

### Videospil
| År   | Titel                            | Stemmerolle | Noter            |
| ---- | -------------------------------- | ----------- | ---------------- |
| 2010 | Kingdom Hearts Birth by Sleep    | Ung Kairi   |                  |
| 2012 | Final Fantasy XIII-2             | Mog         |                  |
| 2012 | Guild Wars 2                     | Cassie      |                  |
| 2014 | Kingdom Hearts HD 2.5 Remix      | Ung Kairi   | Archival footage |
| 2015 | Final Fantasy Type-0 HD          | Moglin      |                  |
| 2020 | Kingdom Hearts: Melody of Memory | Ung Kairi   | Archival footage |

## Priser og nomineringer
| År   | Pris                                     | Kategori | Arbejde       | Resultat  |
| ---- | ---------------------------------------- | --- | ------------- | --------- |
| 2010 | Screen Actors Guild Awards               | Outstanding Performance by an Ensemble in a Comedy Series (delt med Ed O'Neill, Sofía Vergara, Julie Bowen, Ty Burrell, Jesse Tyler Ferguson, Eric Stonestreet, Sarah Hyland, Rico Rodriguez og Nolan Gould)   | Modern Family | Nomineret |
| 2011 | Screen Actors Guild Awards               | Outstanding Performance by an Ensemble in a Comedy Series (delt med Ed O'Neill, Sofía Vergara, Julie Bowen, Ty Burrell, Jesse Tyler Ferguson, Eric Stonestreet, Sarah Hyland, Rico Rodriguez og Nolan Gould)   | Modern Family | Vundet    |
| 2010 | Gold Derby Awards                        | Ensemble of the Year (delt med Ed O'Neill, Sofía Vergara, Julie Bowen, Ty Burrell, Jesse Tyler Ferguson, Eric Stonestreet, Sarah Hyland, Rico Rodriguez og Nolan Gould)                                        | Modern Family | Vundet    |
| 2010 | Young Artist Award                       | Outstanding Young Performers in a TV Series (delt med Rico Rodriguez og Nolan Gould) | Modern Family | Vundet    |
| 2010 | Young Artist Award                       | Outstanding Young Ensemble in a TV Series (delt med Rico Rodriguez og Nolan Gould) | Modern Family | Nomineret |
| 2012 | Young Artist Award                       | Best Leading Young Actress in a Feature Film |               | Nomineret |
| 2013 | Teen Choice Awards                       | Choice TV: Female Scene Stealer | Modern Family | Nomineret |
| 2014 | Screen Actors Guild Awards               | Outstanding Performance by an Ensemble in a Comedy Series (delt med Ed O'Neill, Sofía Vergara, Julie Bowen, Ty Burrell, Jesse Tyler Ferguson, Eric Stonestreet, Sarah Hyland, Rico Rodriguez og Nolan Gould)\| | Modern Family | Vundet    |
| 2015 | Screen Actors Guild Awards               | Outstanding Performance by an Ensemble in a Comedy Series (delt med Ed O'Neill, Sofía Vergara, Julie Bowen, Ty Burrell, Jesse Tyler Ferguson, Eric Stonestreet, Sarah Hyland, Rico Rodriguez og Nolan Gould)\| | Modern Family | Nomineret |
| 2016 | Screen Actors Guild Awards               | Outstanding Performance by an Ensemble in a Comedy Series (delt med Ed O'Neill, Sofía Vergara, Julie Bowen, Ty Burrell, Jesse Tyler Ferguson, Eric Stonestreet, Sarah Hyland, Rico Rodriguez og Nolan Gould)\| | Modern Family | Nomineret |
| 2017 | Screen Actors Guild Awards               | Outstanding Performance by an Ensemble in a Comedy Series (delt med Ed O'Neill, Sofía Vergara, Julie Bowen, Ty Burrell, Jesse Tyler Ferguson, Eric Stonestreet, Sarah Hyland, Rico Rodriguez og Nolan Gould)\| | Modern Family | Nomineret |
| 2018 | National Film and Television Awards, USA | Best Actress in a TV Series | Modern Family | Nomineret |

### Priser for stemmeroller
| År   | Pris                           | Kategori                                                                      | Arbejde                                 | Resultat  |
| ---- | ------------------------------ | ----------------------------------------------------------------------------- | --------------------------------------- | --------- |
| 2013 | Behind the Voice Actors Awards | Breakthrough Voice Actor of the Year                                          | Sofia the First                         | Vundet    |
| 2013 | Behind the Voice Actors Awards | Best Female Vocal Performance by a Child                                      | Sofia the First                         | Nomineret |
| 2013 | Behind the Voice Actors Awards | Best Vocal Ensemble in a TV Special/Direct-to-DVD Title or Short              | Sofia the First                         | Nomineret |
| 2013 | Behind the Voice Actors Awards | Best Vocal Ensemble in a TV Special/Direct-to-DVD Title or Short              | Batman: The Dark Knight Returns, Part 1 | Nomineret |
| 2014 | Behind the Voice Actors Awards | Best Female Vocal Performance in a Television Series - Children's/Educational | Sofia the First                         | Vundet    |
| 2014 | Behind the Voice Actors Awards | Best Female Vocal Performance by a Child                                      | Sofia the First                         | Nomineret |
| 2014 | Behind the Voice Actors Awards | Best Vocal Ensemble in a New Television Series                                | Sofia the First                         | Nomineret |
| 2014 | Behind the Voice Actors Awards | Best Vocal Ensemble in a Television Series - Children's/Educational           | Jake and the Never Land Pirates         | Nomineret |
| 2015 | Behind the Voice Actors Awards | Best Female Vocal Performance in a Television Series - Children's/Educational | Sofia the First                         | Nomineret |
| 2015 | Behind the Voice Actors Awards | Best Female Lead Vocal Performance in a Feature Film                          | Mr. Peabody & Sherman                   | Nomineret |